# 吉川経永
吉川 経永（きっかわ つねなが）は、江戸時代中期の周防国岩国領6代領主。

## 生涯
正徳4年（1714年）10月27日、岩国領第5代領主・吉川広逵の長男として生まれる。
正徳5年（1715年）6月19日に父が早世すると、7月23日に数え2歳で家督を相続した。
享保2年12月（1718年1月）百姓一揆が起こる。享保13年（1728年）3月、陣下の柳井町で火災が起こり175軒を焼失する。
享保16年12月（1732年1月）、岩国札が発行される。享保17年（1732年）は旱魃や虫害により、年貢が3分の1の減収となる。
元文3年（1738年）6月、この3年前まで国家老として領政を牛耳っていた吉川長程らによる着服や収賄などの不正が発覚する。
宝暦12年（1762年）、旱魃により1万石の損失が生じる。
明和元年（1764年）10月13日死去、満49歳。子はなく、吉川元春以来の血筋はここで絶えることになった。
毛利輝元の次男毛利就隆を祖とする徳山藩から藩主毛利広豊の九男・経倫を養子に迎え、12月2日に家督を継いだ。
経永の父・ 広逵は満1歳で襲封し満19歳で早世した。その一粒種として生まれた経永も満1歳で襲封したため、岩国領では幼君・若年領主に代わって家臣団が領政を代行する状態が都合40年にも及んだ。
このため政治は弛緩し、また広逵の代まで岩国領の財政は潤っていたため、これが公金横領などの不正を発生させる原因となった。
吉川長程による専権は経永の元服後も続き、経永の親政が始まったのは吉川長程が死ぬ享保20年（1735年）のことである。しかし皮肉なことに岩国領では経永の代になって災害が相次ぎ、吉川長程らはそれに何ら有効な対策を取っていなかったため、経永が領政を執るようになった頃には既に領財政は傾き始めており、以後加速度的にその窮乏化が進んでいくことになった。

## 系譜
- 父：吉川広逵（1695-1715） - 岩国領5代当主。
- 母：多喜（1696-1781） - 吉川広逵の側室。青蓮院門跡家臣・栗原忠良の娘。天明元年1月12日（1781年2月4日）に死去。享年86。周防国岩国の洞泉寺に葬られる。法号は正理院妙常日久。
- 正室：瑞蓮院（1713-1769） - 旗本・中条信実の娘。明和6年5月25日（1769年6月28日）に死去。享年57。周防国玖珂郡川西村の清泰院に葬られる。法号は瑞蓮院妙心日境。
- 側室：吉川家家臣・粟屋実久（藤左衛門）の娘。
  - 長女：富子（1732-1734） - 享保19年6月13日（1734年7月13日）に死去。享年3。周防国玖珂郡川西村の清泰院に葬られる。法号は本如。
- 側室：京都の瓜生経忠（内記）の娘。
  - 次女：作子（1742） - 寛保2年9月8日（1742年10月6日）に夭折。周防国岩国の洞泉寺に葬られる。法号は慈忍。
  - 三女：益子（1744-1745） - 延享2年6月15日（1745年7月14日）に死去。享年2。周防国岩国の洞泉寺に葬られる。法号は亨恵。
- 側室：吉川家家臣・中川久規（三郎右衛門）の娘
  - 長男：福井雄槌（1745-1747） - 延享4年5月25日（1747年7月2日）に死去。享年3。周防国岩国の実相院に葬られる。法号は音誉了海。
  - 三男：入江豊之進（1749-1755） - 初名は伴鶴。宝暦5年10月14日（1755年11月17日）に死去。享年7。周防国岩国の実相院に葬られる。法号は最勝慈輔。
- 側室：吉川家家臣・井上延重（三郎兵衛）の娘
  - 次男：入江代八（1748-1754） - 宝暦4年1月12日（1754年2月3日）に死去。享年7。周防国岩国の洞泉寺に葬られる。法号は徳岸日長。
- 側室：吉川家家臣・今田以信（又兵衛）の娘。
  - 四女：三千菊（1757-1759） - 宝暦9年7月7日（1759年7月30日）に死去。享年3。周防国岩国の洞泉寺に葬られる。法号は知玉。
- 養子
  - 男子：吉川唯太郎（?-1752） - 正二位中納言・堤代長の長男。母は竹内惟永の娘。幼名は万寿丸。宝暦2年10月12日（1752年11月17日）に夭折。
  - 男子：吉川経倫（1746-1803） - 徳山藩5代藩主・毛利広豊の九男。岩国領7代当主。